# Ermita de San Sebastián (Magallón)
La ermita de San Sebastián de Magallón es una ermita dedicada al patrón de la villa de Magallón (provincia de Zaragoza, España). Se sitúa a 9 km del pueblo, junto al embalse de La Loteta. 

## Descripción
El estilo del edificio es el conocido como aparejo toledano que le daba gran consistencia y solidez y consta de una planta con tres naves y cuatro tramos con edificios adosados para los cuidadores de la ermita. El esquema usa un testero tras el altar en vez de un ábside, solución típica en la zona. El crucero se cubre con una bóveda de arista y las naves con bóvedas de medio cañón en una solución tradicional para la época.
Dado que es un edificio retirado del casco urbano, las obras de arte que en él se encontraban, especialmente unas pinturas barrocas sobre tablas que se encontraban en el retablo mayor, estas han sido retiradas y custodiadas junto con las obras de arte de la iglesia de San Lorenzo.

## Historia
La ermita actual fue edificada entre los años 1633 y 1634, sobre la base de una ermita preexistente cuya estructura parece haber sido integrada en la nueva ampliación. La construcción de la ermita fue encargada por el ayuntamiento de Magallón a Martín Bernal, un joven de la cercana localidad de Pozuelo de Aragón por 6200 sueldos jaqueses. 
El edificio fue parcialmente modificado en el siglo XVIII. Entre 1930 y 1960 fue usado como residencia del vigilante de la ermita (santero en el habla local). La ermita fue restaurada en 2018.

## Festividad en honor a san Sebastián
Los vecinos de Magallón celebran una romería en honor al santo el último sábado de mayo de cada año. Es un día de almuerzos, comida popular y meriendas, con juegos tradicionales y festejos taurinos, acompañada de música que ameniza el día a todos los ahí presentes.